# Музейный квартал Святой Анны
Музейный квартал Святой Анны (Занкт-Аннен, нем. Museumsquartier St. Annen) — район музеев в городе Любек (Шлезвиг-Гольштейн), расположенных в зданиях бывшего монастыря Святой Анны; был основан в 1915 году на юго-востоке старого города, недалеко от церкви Святого Эгидия; с инициативой создания в городе независимого музея истории искусства и культуры в 1888 году выступил историк Теодор Хах — в 1912 году городской сенат принял решение превратить старые помещения монастыря в такой музей. Благодаря указу об охране памятников старины и искусства, принятому в 1818 года, и последующей коллекционной деятельности Карла Юлиуса Мильде, в музее находится самое большое собрание средневековых створчатых алтарей в Германии; является одним из мест расположения фонда «Kulturstiftung Hansestadt Lübeck».

## История и описание
С 2013 года Музейный квартал Святой Анны включает в себя Музей Святой Анны, посвященный средневековому искусству, и Кунстхалле Святой Анны — выставочный зал произведений современного искусства. Музей Святой Анны, в дополнение к резным алтарям и живописным произведениям, представляет свои посетителям лапидарии, а также — романские и готические скульптуры: включая «Niendorfer Madonna», созданную Иоганнесом Юнге (ум. 1428). Специальная коллекция кубков, чашек, сосудов и предметов посуды из золота и серебра дает представление об уровне мастерства местных ремесленников: основная часть предметов в данной коллекции была создана после Реформации, поскольку бургомистр Юрген Вулленвевер переплавил почти все средневековое церковное серебро города для финансирования войны против Дании.
Здание Кунстхалле, встроенное в бывший монастырь по проекту северогерманского архитектурного бюро «Konermann + Siegmund Architekten», получило в 2003 году главный приз от союза «Bund Deutscher Architekten Schleswig-Holstein». В сентябре 2005 года, при посредничестве Бьорна Энгхольма, кунстхалле получил коллекцию Леони фон Рюкслебен (1920—2005) — собрание из 1300 современных автопортретов демонстрируется на временных выставках. В 2013 году, совместно с музеем Эмиля Шумахера, в Любеке прошла выставка «Эмиль Шумахер — Анимация».